# Angerer Margit
Angerer Margit (művészneve Margit von Rupp, Margit Schenker-Angerer, 1903. június 11. – London, 1978. január 31.) magyar opera-énekesnő (szoprán).

## Életútja
A budapesti Zeneakadémián végzett énektanárként. Bécsben képezte magát Arturo de Sanctisnál. 1920-ban házasságot kötött Gottfried Schenker-Angererrel.
Budapesti debütálása után 1926-ban a bécsi Staatsoper szerződtette, amelynek 1938-ig egyik vezető szopránja volt. Bécsi debütje Leonóra volt Verdi A végzet hatalma című operájában.
Híres Strauss-énekesnő volt, korának egyik legjobb Octavianja. Emellett drámai szerepekben is nagy sikereket aratott. 1938-ban Londonba költözött, ahol élete végéig élt. Itt egy ideig hangversenyénekesként működött.

## Főbb szerepei
- Puccini: Pillangókisasszony - Cso-cso szán
- Strauss: A rózsalovag - Octavian
- Verdi: A végzet hatalma - Leonóra